# دیوید ریب
دیوید ریب (انگلیسی: David Rabe؛ زادهٔ ۱۰ مارس ۱۹۴۰) یک فیلم‌نامه‌نویس اهل ایالات متحده آمریکا است.